# IMAX

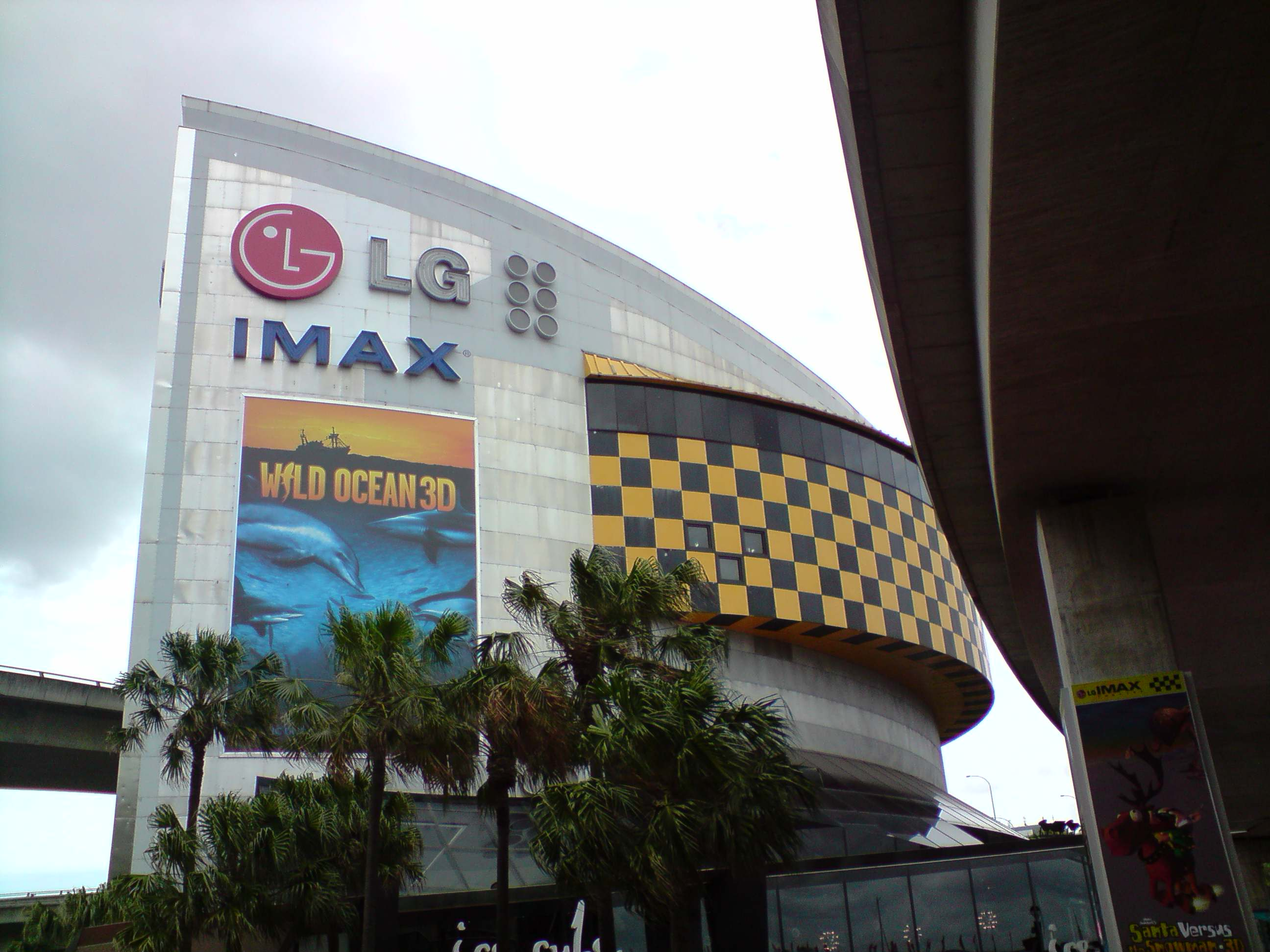
LG IMAX, 오스트레일리아, 시드니.

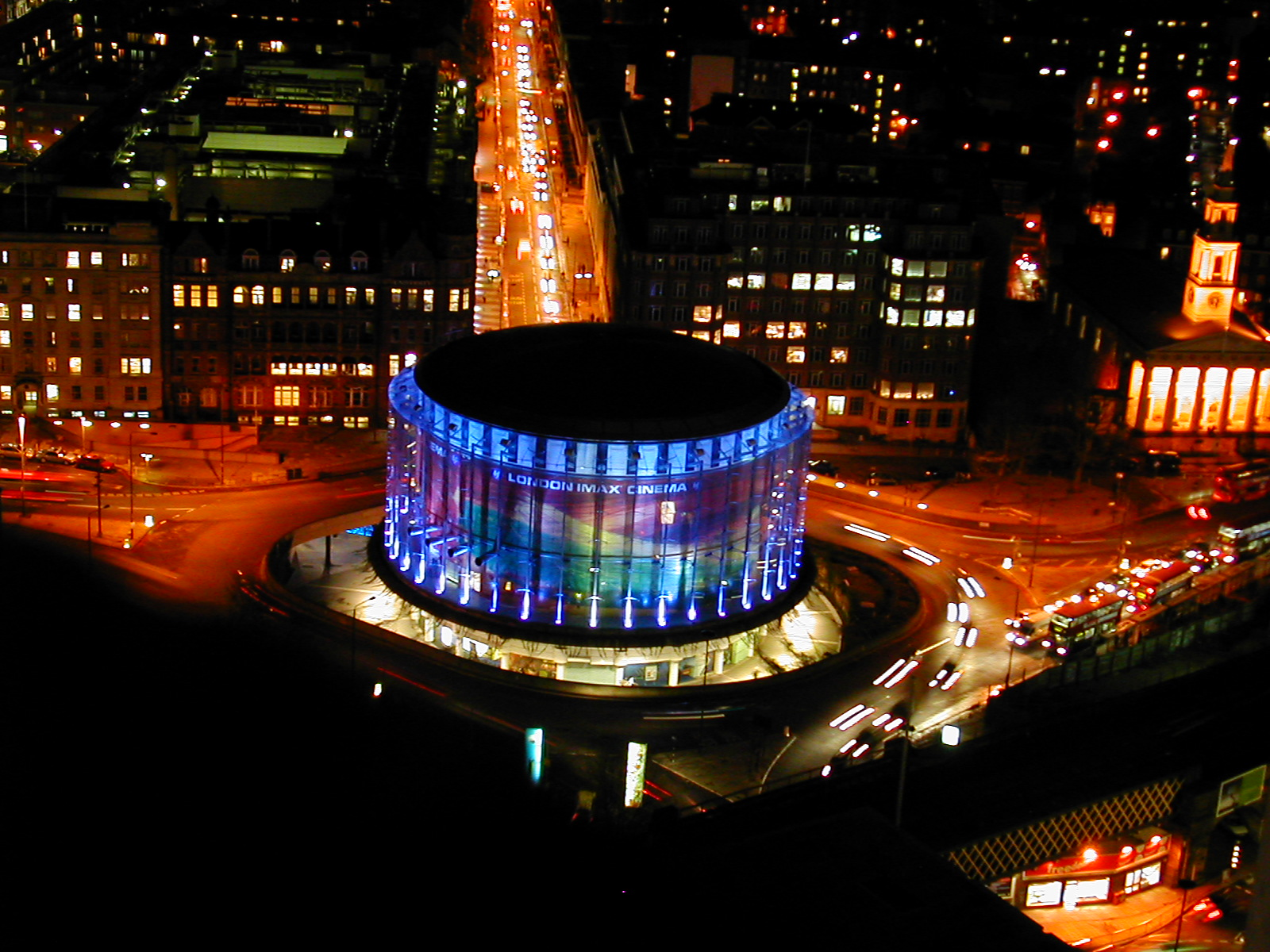
BFI(영국 영화 협회) IMAX, 영국 런던.

IMAX(아이맥스)는 IMAX 코퍼레이션의 영화 포맷이며, 인간이 볼 수 있는 한계치까지 보여준다는 의미이다. 종래 영화 필름과 비교할 때 훨씬 큰 사이즈로 고해상도의 영상을 기록 및 표시할 수 있다.

## 개요
아이맥스는 일본 오사카에서 열린 1970년 세계 박람회에서 처음 공개되었다. 그 후 1971년 캐나다 토론토에 최초의 아이맥스 상설관인 온타리오 플레이스에 개관한 이래 대한민국에는 1985년 63빌딩에 최초의 아이맥스 극장이 오픈하였고 이후 대전에서 열린 1993년 세계 박람회에도 상영관이 개설되었다.
초기에는 촬영비용이 매우 높았고 조건도 매우 까다롭고 상영관도 적었기 때문에 주로 압도적인 영상미를 보여주는 자연 다큐멘터리에 한정되었고 아이맥스 상영관도 주로 테마파크에 소수 있었다. 하지만 1990년대 이후로 IMAX사는 재정난에 허덕이게 되었고 본격적으로 상업영화를 아이맥스로 상영하기 시작하였고 2001년 블랙 호크 다운을 시작으로 상업영화도 아이맥스 전용 카메라로 촬영하기 시작하였다. 2000년대에는 일반 규격의 영화를 아이맥스로 변환하려는 시도가 이루어지고 있고 이로 인해 일반포맷 영화를 아이맥스 포맷로 변환하는 IMAX DMR와 이를 상영할 수 있는 IMAX MPX가 개발되었다. 2002년에는 영화 아폴로 13이 최초로 IMAX DMR로 변환되었고 2004년 폴라 익스프레스를 본격적으로 IMAX DMR로 상영되었다. 이후 워너브라더스를 중심으로 한 할리우드 영화사들은 영화의 일부를 아이맥스 전용 카메라로 촬영하거나 일반포맷 영화를 IMAX DMR로 변환하기 시작하였다.
이후 아이맥스 포맷의 영화가 증가하여 전세계적으로 유행하였으나 IMAX MPX는 필름 유지 비용이 매우 비싸고 유지보수가 힘들어 아이맥스 상영관 보급에 한계가 있어 2008년부터 기존의 필름 형식이 아닌 디지털 형식의 2K DLP 영사기 2기를 이용한 IMAX Digital을 보급하고 있다.
《트랜스포머: 사라진 시대》는 최초로 아이맥스 디지털 3D 카메라로 촬영하였다.

## 나라별 아이맥스

### 대한민국
현재 대한민국에는 CGV가 아이맥스 사와 독점계약을 체결하여 유일한 아이맥스 상영관을 보유하고 있으며 일부 초기 아이맥스 상영관은 IMAX MPX였으나 2010년 4월 경에 일괄적으로 IMAX Digital로 변경되었다. 초기 상영관 설계부터 아이맥스 전용 상영관으로 만든 상영관을 빌트인 아이맥스이라고 하며 기존의 일반 상영관을 아이맥스 전용으로 개조한 상영관을 리뉴얼 아이맥스라고 한다.